# ديريك بليك بوث
ديريك بليك بوث (بالإنجليزية: Derek Blake Booth)‏ هو جيولوجي أمريكي، ولد في 7 أبريل 1953.